# Draft de l'NBA del 1966
El Draft de l'NBA de 1966 va donar noms més coneguts de futurs membres del Basketball Hall of Fame, Dave Bing, i el que fou entrenador de l'NBA, Matt Guokas.

## Primera ronda
|  | = All-Star     |
|  | = Hall of Fame |

| Posició | Jugador              | Nacionalitat | Equip de l'NBA         | Origen (Universitat/club) |
| ------- | -------------------- | ------------ | ---------------------- | ------------------------- |
| 1       | Cazzie Russell (F/G) | Estats Units | New York Knicks        | Michigan                  |
| 2       | Dave Bing (G)        | Estats Units | Detroit Pistons        | Syracuse                  |
| 3       | Clyde Lee (F/C)      | Estats Units | San Francisco Warriors | Vanderbilt                |
| 4       | Lou Hudson (F)       | Estats Units | St. Louis Hawks        | Minnesota                 |
| 5       | Jack Marin (F/G)     | Estats Units | Baltimore Bullets      | Duke                      |
| 6       | Walt Wesley (C)      | Estats Units | Cincinnati Royals      | Kansas                    |
| 7       | Jerry Chambers (F)   | Estats Units | Los Angeles Lakers     | Utah                      |
| 8       | Jim Barnett (G/F)    | Estats Units | Boston Celtics         | Oregon                    |
| 9       | Matt Guokas (G/F)    | Estats Units | Philadelphia 76ers     | St. Joseph's              |
| 10      | Dave Schellhase (G)  | Estats Units | Chicago Bulls          | Purdue                    |

## Segona ronda
| Posició | Jugador             | Nacionalitat | Equip de l'NBA         | Origen (Universitat/club) |
| ------- | ------------------- | ------------ | ---------------------- | ------------------------- |
| 11      | Henry Akin (C/F)    | Estats Units | New York Knicks        | Morehead State            |
| 12      | Dorie Murrey        | Estats Units | Detroit Pistons        | Detroit                   |
| 13      | Joe Ellis (F/G)     | Estats Units | San Francisco Warriors | San Francisco             |
| 14      | Dick Snyder (G/F)   | Estats Units | St. Louis Hawks        | Davidson                  |
| 15      | Neil Johnson (F/C)  | Estats Units | Baltimore Bullets      | Creighton                 |
| 16      | Jerry Lee Wills     | Estats Units | Cincinnati Royals      | Oklahoma City             |
| 17      | Hank Finkel (C)     | Estats Units | Los Angeles Lakers     | Dayton                    |
| 18      | Leon Clark          | Estats Units | Boston Celtics         | Wyoming                   |
| 19      | Bill Melchionni (G) | Estats Units | Philadelphia 76ers     | Villanova                 |
| 20      | Erwin Mueller (C/F) | Estats Units | Chicago Bulls          | San Francisco             |